# Hinja s pritoki
Hinja s pritoki este o arie protejată (arie specială de conservare — SAC, sit de importanță comunitară — SCI) din Slovenia întinsă pe o suprafață de 18,77 ha, integral pe uscat.

## Localizare
Centrul sitului Hinja s pritoki este situat la coordonatele 45°59′50″N 15°09′00″E / 45.9973°N 15.1501°E.

## Înființare
Situl Hinja s pritoki a fost declarat sit de importanță comunitară în aprilie 2013 pentru a proteja 1 specie de animale. Situl a fost protejat și ca arie specială de conservare în aprilie 2015.

## Biodiversitate
Situată în ecoregiunea continentală, aria protejată nu include niciun habitat protejat.
La baza desemnării sitului se află o specie protejată de  nevertebrate: Austropotamobius torrentium.